# جان هاولی
جان هاولی (انگلیسی: John Hawley؛ زادهٔ ۸ مهٔ ۱۹۵۴) فوتبالیست اهل بریتانیا است.
از باشگاه‌هایی که در آن بازی کرده‌است می‌توان به باشگاه فوتبال برادفورد سیتی، باشگاه فوتبال آرسنال، باشگاه فوتبال لیدز یونایتد، باشگاه فوتبال ساندرلند، باشگاه فوتبال لیتون اورینت، باشگاه فوتبال اسکانتورپ یونایتد، باشگاه فوتبال هال سیتی، و باشگاه فوتبال هال سیتی، اشاره کرد.